# 370
370 (CCCLXX) je bilo navadno leto, ki se je po julijanskem koledarju začelo na petek.

## Dogodki
- 1. januar

## Rojstva
- Alarik I., vizigotski kralj († 410)
- Hipatija, grška filozofinja, matematičarka († 415)

## Smrti
- Asanga, indijski budistični filozof (* okoli 300)